# 니콜라 테슬라 기술박물관
니콜라 테슬라 기술박물관(크로아티아어: Tehnički muzej Nikola Tesla)은 크로아티아 자그레브에 있는 기술 박물관이다. 크로아티아 역사에서 사용된 과학 및 기술에 관한 것을 수집하고 전시한다. 수많은 역사적인 항공기, 자동차, 기계를 전시하고 있다.